# Magnus Sahlgren
Leif Magnus Sahlgren, född 1 januari 1973 i Östersunds församling i Jämtlands län, är en svensk musiker och språkteknolog. Som forskare är han mest känd för sitt pionjärarbete med metoden Random Indexing för distributionell semantik.
Sahlgren har varit verksam vid SICS sedan 1999. Hans doktorsavhandling The Word-Space Model behandlar dimensionsreduktionsmetoden Random Indexing för att hantera språklig lexikal variation och fick pris för bästa avhandling på humanistiska fakulteten vid Stockholms universitet år 2006. TIllämpningen av hans teoretiska resultat i avhandlingen används idag industriellt, bland annat i företaget Gavagai, som han är medgrundare till.
Sahlgren var sologitarrist i  metalbandet Lake of Tears 2004–2009 och  death metal-bandet  Dismember 1998-2003. Han har även medverkat i gothic metal-bandet Tiamat och death metal-bandet Celeborn.